# Lepidoperca pulchella
Lepidoperca pulchella är en fiskart som först beskrevs av Waite, 1899.  Lepidoperca pulchella ingår i släktet Lepidoperca och familjen havsabborrfiskar. Inga underarter finns listade i Catalogue of Life.